# 22148 Francislee
22148 Francislee è un asteroide della fascia principale. Scoperto nel 2000, presenta un'orbita caratterizzata da un semiasse maggiore pari a 2,7161519 UA e da un'eccentricità di 0,0864919, inclinata di 6,33673° rispetto all'eclittica.